# Стырча
Стырча (рум. Stîrcea) — село в Глодянском районе Молдавии. Входит в состав города Глодяны.

## География
Село расположено на высоте 119 метров над уровнем моря.

## Население
По данным переписи населения 2004 года, в селе Стырча проживает 320 человек (152 мужчины, 168 женщин).
Этнический состав села:
| Национальность | Число жителей | Процентный состав |
| -------------- | ------------- | ----------------- |
| поляки         | 121           | 37,81             |
| молдаване      | 100           | 31,25             |
| украинцы       | 75            | 23,44             |
| русские        | 22            | 6,88              |
| прочие         | 2             | 0,63              |
| Всего          | 320           | 100 %             |